# Ejército bizantino
El ejército bizantino, es decir, el ejército del Imperio romano de oriente es la continuación medieval del ejército romano tardío y del elemento activo de ésta, el cual fue la legión romana. Este ejército estuvo en actividad desde el siglo V hasta mediados del siglo XV d. C. y durante todo este tiempo se mantuvo en guerra constante, combatiendo a bárbaros, persas, árabes, búlgaros, turcos selyúcidas, otomanos y muchos otros pueblos que hostigaban las fronteras del imperio.
Durante mucho tiempo el ejército bizantino fue relativamente marginado por los historiadores, sobre todo porque no atrajo mucho interés en Europa y se hablaba del imperio bizantino con cierta animadversión o severidad, hablando de "mil años de putrefacción"; debido a sus innumerables intrigas de palacio, asesinatos, inconformidades religiosas, partidos fanáticos, discursos feroces sobre cuestiones superfluas, etc. Lo cierto es que gracias a investigaciones modernas se ha conseguido re valorar el poderío de este imperio y según la opinión de estas es erróneo referirse a los ejércitos de Bizancio como ejércitos débiles, incompetentes o desorganizados, excepto en épocas de debilidad o decadencia, como es el caso de la dinastía Paleólogo.
El ejército bizantino fue muy poderoso y una de las principales causas de su poderío fue el hecho de que su privilegiada ubicación geográfica, que era la encrucijada de dos mundos (Occidente y Oriente), le proporcionara una serie de elementos tanto culturales como militares, esto ocasionó que el ejército absorbiera tanto nuevas unidades como tácticas que no eran propias del Imperio romano sino más bien de otros Imperios o regiones (ejem: El helenismo de Grecia y las tácticas griegas, La caballería persa, las tácticas de los bárbaros, las legiones de Roma, los arqueros de Oriente, etc) haciendo de este último en una fuerza poderosa y actualizada, capaz de enfrentarse con los persas de Oriente como con los bárbaros de occidente. Con el paso de los años el Ejército fue evolucionando hacia ejército medieval basado en la caballería. Fue uno de los ejércitos más eficaces de Europa, Asia y África durante gran parte de la Edad Media.[cita requerida]

## La organización del ejército: losthemata
Los themata o temas (en griego: θημα, -τα) fueron establecidos en el siglo VII (se discute sobre si su creador fue Heraclio o Constante II) sobre el modelo de los exarcados de Rávena y Cartago. Eran al tiempo distritos militares y circunscripciones administrativas, bajo el mando de un strategos (στρατηγος). El nombre thémata significa, según Treadgold, "emplazamientos".
Ostrogorsky, en su Historia del estado bizantino, atribuye a Heraclio la creación de los primeros themas en Asia Menor. Otros autores, sin embargo, como Pertusi, Baynes, Lemerle, Ahrweiler, Mango y Kaegi, opinan que fue un proceso paulatino a lo largo del siglo VII.
Los cinco primeros temas estaban en Asia Menor, y su misión principal era contener la invasión árabe, que había despojado al Imperio de las provincias de Siria y de Egipto. Eran los siguientes:
- Thema Armeniakon (Tema armeniaco): comprendía el este de Anatolia, desde Capadocia hasta el mar Negro y el Éufrates. Su núcleo original era el ejército de Armenia establecido por Justiniano. Su existencia está documentada al menos desde el año 668.
- Thema Anatolikon (Tema anatólico): en el centro y sur de Asia Menor. Formado en torno al Ejército de Oriente.
- Thema Opsikion (Tema opsiciano): comprendía Bitinia y Paflagonia, y defendía la costa meridional del mar de Mármara. Se formó en torno al 'Obsequium' (en latín: comitiva), una fuerza comitatensis.
- Thema Thrakesion (Tema tracesiano): en el sudoeste de Asia Menor.
- Thema Karabisianon (Tema cibirreota; Karabi, barco): en Panfilia y Rodas, encargado de la defensa del Imperio frente a la flota árabe.

Las tropas de los temas estaban formados por los llamados stratiotas, que servían al Imperio en el régimen denominado πρωνοια (pronóia): se les concedía parcelas (stratiotika ktemata) que debían trabajar y, a cambio de esto y una pequeña compensación monetaria, estaban ligados al ejército durante toda su vida, e incluso transmitían esta obligación a sus hijos. Este sistema permitía al Imperio formar un ejército fuerte basado en la población autóctona, evitando tener que reclutar mercenarios.
En los siglos siguientes, para evitar el poder excesivo de los strategos debido al gran tamaño de los temas, los emperadores León III, Teófilo y León VI dividieron los temas en áreas más pequeñas. En el siglo X, bajo el reinado de Constantino VII Porfirogéneta está documentada la existencia de 28 temas:
En Asia:
- Thema Anatolikon, que incluía zonas de Frigia, Licaonia, Isauria, Panfilia y Pisidia;
- Thema Armeniakon, que incluía zonas de Armenia, Khaldia y Capadocia;
- Thema Thrakesion
- Thema Opsikion, que incluía Misia y parte de Bitinia y Frigia;
- Thema Optimaton;
- Thema Bukellarion;
- Thema Paphlagonias;
- Thema Khaldias, territorio alrededor de Trebisonda, antes llamado Ponto, por su cercanía al mar Negro (Euxeinos Pontos, Ευξεινοσ Ποντοσ);
- Thema Mesopotamias, en la frontera de Mesopotamia;
- Thema Koloneias, la región entre el Ponto y Armenia Menor;
- Thema Sebasteias, el resto de Armenia;
- Thema Lykandon, instituido por León VI el Sabio en las fronteras de Armenia;
- Thema Kibyrraioton, tema naval establecido por León III en Caria, Licia, Rodas y la costa de Cilicia, reemplazando al antiguo Thema Karabisianon;
- Thema Kypriakon, el tema naval para Chipre; y
- Thema Aigiaon Pelagon, el tema naval para el mar Egeo.

En Europa:
- Thema Thrakes, el área alrededor de Constantinopla (excluida la capital);
- Thema Makedonikon, el área alrededor de Tesalónica (excluida esta ciudad).
- Thema Strymonos;
- Thema Thessalonikes: Tesalónica, segunda ciudad del Imperio;
- Thema Helladikon, creado entre 687 y 695: Grecia entre Macedonia y el istmo de Corinto (antiguas regiones de Ática, Beocia, Acarnania y Etolia).
- Thema Peloponneson;
- Thema Kephallenias;
- Thema Nikopolitikon;
- Thema Dyrrakhion, en la actual Albania;
- Thema Sikelias, un tema naval;
- Thema Longibardias (o Thema Kalabrias), en Italia; y
- Thema Khersonos (o Thema ta Klimata), en Crimea.

En esta época ya se había perdido definitivamente Sicilia. Chipre era un condominio administrado juntamente con el califa de Bagdad, y seguiría siéndolo hasta que en 965 fue reconquistado para el Imperio por Nicéforo II. La capital, Constantinopla, estaba bajo la autoridad de un eparca y protegida por los numerosos tagmata y fuerzas de policía.
En el siglo V los bizantinos tenían un máximo de 250.000 efectivos en sus ejércitos y podían movilizar de 25.000 a 30.000 en una campaña o batalla.

## Tipo de tropas
El Imperio bizantino era una sociedad muy desarrollada, con una larga historia militar que combinaba elementos de oriente y occidente y podía reclutar soldados de diversos pueblos, tanto dentro como fuera de sus fronteras, como resultado de estos factores, una gran variedad de tipos de tropas se encontraban en su ejército.

### Infantería
La infantería bizantina fue una fuerza militar que aunque ciertamente se mantuvo en un segundo plano frente a la caballería en la época bizantina, siempre desempeñó un papel capital en las tácticas y movimiento en el ejército, por ejemplo tácticas de testudos o tácticas anti caballería.

#### Infantería pesada

##### Skoutatos
La infantería pesada es casi invisible en las fuentes de la época. En el período macedonio un soldado de infantería pesada era descrito como un skoutatos (escudero) . Los skoutatos estaban armados con una lanza larga (kontos o kontarion), grandes escudos, armadura de malla, un yelmo y es posible que una minoría dispusiese de lanzas menaulion. El papel de los soldados de infantería era estar en filas apretadas, que permanecían, en gran medida, a la defensiva. Constituían un baluarte que podía resistir cargas de caballería pesada del enemigo, y formaban una base móvil en el campo de batalla desde la que la caballería y otras tropas con más movilidad podían montar ataques, y detrás de la cual podían agruparse.

##### Plagiophilakes
Esta fue una infantería fuertemente armada y equipada cuyo objetivo era repeler el primer embate con las fuerzas enemigas. Estas unidades solían estar armadas con lanzas de alrededor de 3 metros kontos y estaban protegidas por un klivanion o armadura de placas, yelmo y escudos

#### Infantería ligera

##### Psiloi
Este término incluía a los jabalineros y honderos, estos llevaban escasa o ninguna protección lo cual les proporcionaba mayor ligereza y rapidez en emboscadas o movilizaciones rápidas en campo abierto.

##### Peltastas
Otro tipo de infantería ligera eran los peltastas, estas tropas, normalmente, llevaban un pequeño escudo de protección, jabalinas y un arma auxiliar, una espada o hacha ligera, para su uso en una situación de combate cuerpo a cuerpo. Estas tropas de incursión podían ser desplegadas en campo abierto detrás de la protección de las filas de la infantería pesada. Las tropas ligeras eran especialmente eficaces cuando se desplegaban en emboscadas.

##### Toxotei
Toxotei es una voz griega referida para señalar a los arqueros del ejército bizantino, estos arqueros por lo general llevan poca armadura aunque en algunos casos llevaban un kavadion (armadura acolchada). Estas unidades de combate poseían un arco compuesto, un carcaj lleno de flechas y como arma secundaria un hacha ligera o espada para el combate cuerpo a cuerpo.

### Caballería
La caballería bizantina es muy célebre por una de sus unidades más famosas las catafractas, pero no hay que resumir todo a eso ya que la caballería bizantina tuvo muchos y variados componentes que la hicieron una de las fuerzas de caballería mejor equipadas de la historia medieval.

#### Catafractos
Se denomina así a la caballería pesada en la que tanto el jinete como el caballo portaban armadura. Los catafractos estaban equipados por lo general con una compleja armadura de placas o klivanion y una armadura de algodón prensado, cuero o lana de hasta dos dedos de espesor que se portaba por encima de la cota de placas que era denominada de varias formas como pilorikion (usado por la caballería), kabadion y bambakion; para la protección de los antebrazos y la parte baja de las piernas se usaban brazaletes y grebas que solían ser de metal. Su arma principal era una lanza larga (kontos) y sus armas secundarias solían ser mazas, hachas, espadas curvas, espadas rectas, etc.
El poder de choque de esta unidad era más que significativo y su invulnerabilidad casi total, como la de los caballeros medievales. Eran una tradición en Oriente, donde habían servido en ejércitos persas, armenios, sasánidas... antes de ser adoptados por los romanos. La evolución de esta caballería pesada, precursora del modelo militar occidental fue decisiva durante siglos, hasta su desaparición tras ser derrotada en la batalla de Manzikert.

#### Koursores
Una caballería denominada koursōr (pl. koursores) es descrita en el siglo XI y anteriores en los escritos militares. El nombre deriva del término latino cursarius, que significa «asaltante» (de cursus: camino, línea de avance, corriendo, velocidad, celo) y se cree que es la raíz etimológica del término húsar, usado posteriormente para un tipo de caballería. El koursōr funcionó como una caballería media que solía enfrentarse cuerpo a cuerpo con el enemigo. Debido a que tenían el peso de la lucha cuerpo a cuerpo, estas unidades tenían una armadura muy compleja (por lo general cota de malla y casco de hierro) y portaban armas muy diferenciadas. Su diferencia con los catafractos radica en que en estas unidades solo portaba armadura el jinete

#### Caballería ligera
Los trapezitas eran básicamente la caballería ligera. Solían poseer escasa armadura debido a que su principal prioridad era la movilidad, estas armaduras podían ser acolchadas (kavadion) relleno de algodón y cubierto de seda cruda y “tan grueso como puede ser cosida” de unos cinco centímetros, también podrían llevar un sencillo klivanion (protección de pecho y espalda), o bien una cota laminar o de escamas; aparte del arco y unas 40 flechas, portaban una espada curva oparamerion.

### Artillería

#### Armas de asedio convencionales

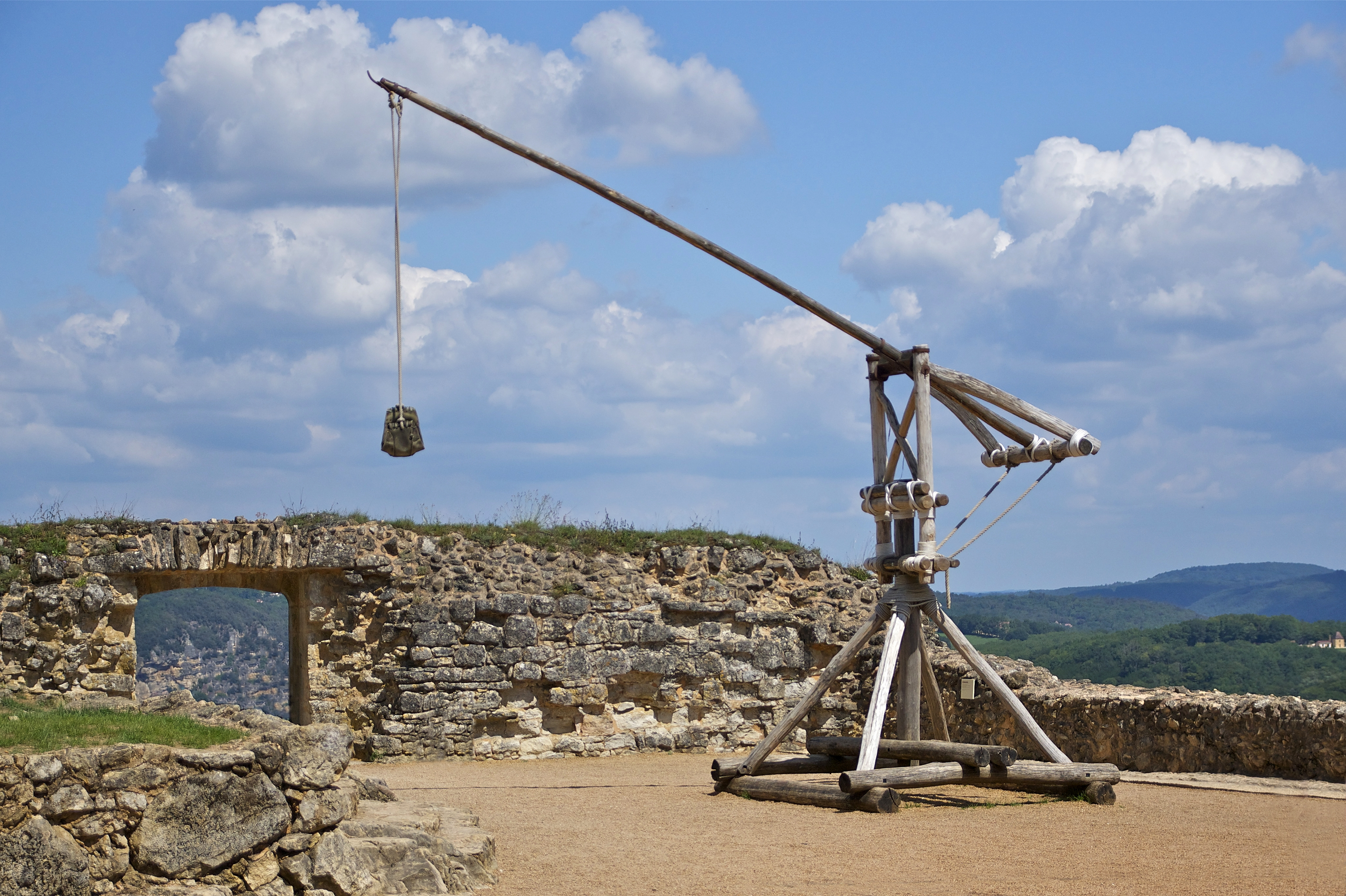
Trabuquete o fundíbulo

Las máquinas de asedio más habituales y poderosas eran los fundíbulos o trabuquetes que eran impulsados por el hombre cuyo mecanismo era de contrapeso, estas imponentes armas de asedio poseían un inmenso rango y eran capaces de destruir murallas en poco tiempo . También se utilizaban armas antipersona de largo alcance como las catapultas de torsión u onagros que son capaces de disparar piedras desde largas distancias o las inmensas balistas cuyo mecanismo está basado en el arco, lo cual le permitía disparar pernos, inmensas flechas o piedras a largas distancias. También es importante mencionar otras armas de asedio como los arietes o las inmensas torres de asedio que comúnmente estaban construidas en madera y se cubrían con pieles de animales o en algunas ocasiones con placas de metal.

#### El uso de la pólvora

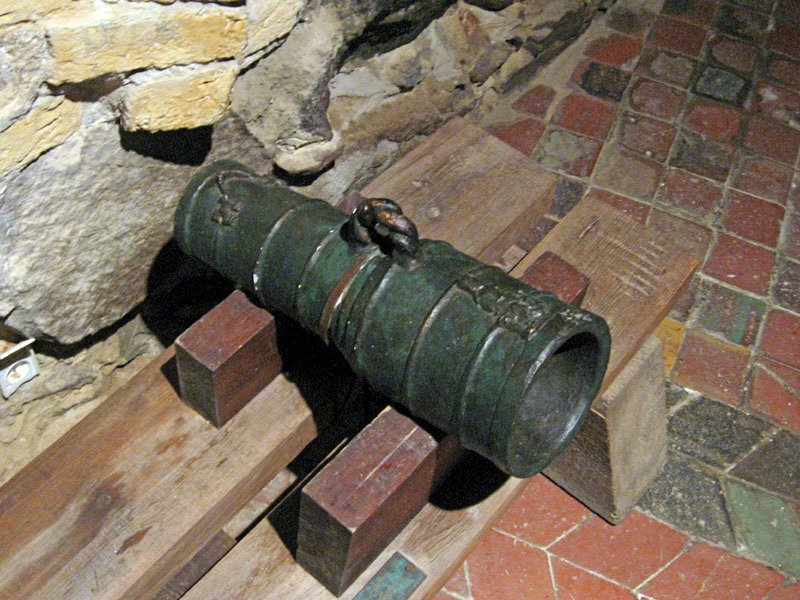
Bombardas

La fecha exacta de la introducción de las armas de fuego en el ejército bizantino es inexacta pero se estima que fuese introducido por medio de venecianos y genoveses alrededor de finales del siglo XIV. Se tienen evidencias de que Juan VII utilizó cañones en contra de Juan V en la fortaleza de la Puerta de Oro en 1390, pero ciertamente nunca llegaron a usar constantemente este tipo de armas debido a la escasez de pólvora y municiones, y simplemente sus cañones fueron modestas piezas de artillería comparadas con las grandes bombardas usadas por los otomanos.

### Elite Bizantino

#### LosTagmata
Los Tagmata (τάγματα, “batallones”) eran las fuerzas de élite del Imperio, y estaban acantonadas en la capital y en sus alrededores, si bien en los últimos tiempos fueron enviados algunos destacamentos a las provincias. Aunque muchos de los cuerpos de ejército que los formaban se remontan a la época protobizantina, sufrieron una importante reestructuración en tiempos de Constantino V.
Se confiaba a los Tagmata la seguridad del emperador y del palacio imperial, pero formaban también el núcleo de las expediciones de campaña. Eran las tropas más preparadas y mejor pagadas del ejército bizantino.
En el siglo X existían cinco regimientos de Tagmata: Scholae, Excubitores, Hetairia, Vigla (también llamado Arithmos) y Numeri. Scholas, Excubitores y Numeri estaban al mando de Domésticos; los oficiales de los regimientos Vigla y Hetairia eran dirigidos, respectivamente, por un Drungario y por un Gran Heteriarca. Los destacamentos provinciales de los Tagmata estaban al mando de los turmarcas, lugartenientes de los Domésticos y Drungarios.
Los Tagmata más importantes eran los siguientes:
- Los Scholae (gr. Σχολαί, "las Escuelas"), herederos de la guardia imperial fundada por Constantino. Estaban dirigido por un Doméstico.

- Los Excubiti o Excubitores (gr. Εξκούβιτοι, "los Vigilantes"), cuerpo establecido por León I. Mandados por un Doméstico.

- Los Arithmos (gr. Αριθμός, "los Números") o Vigla (gr. Βίγλα, la Vigilancia), fundados posiblemente en el siglo VI. Su comandante era un Drungario.

- Los Hikanatoi (gr. Ικανάτοι, "los Capaces"), regimiento fundado por Nicéforo I.

Todos ellos eran unidades de caballería formadas por entre 1.000 y 6.000 hombres (4.000 parece haber sido la cifra predominante).

#### Guardia Varega
La Guardia civil  varega era la elite de la infantería. De procedencia nórdica, la guardia fue formada por primera vez durante el reinado del emperador Basilio II en 988, tras la cristianización de la Rus de Kiev por el Príncipe Vladímir I de Kiev, tras los acuerdos alcanzados entre el Príncipe Vladímir I de Kiev y Basilio II de Bizancio. En campo funcionaban como infantería pesada, bien armada y protegida por escudos largos, armados con lanzas y sus distintivas hachas danesas de dos manos. A diferencia de otra infantería pesada bizantina su empleo en el campo de batalla parece haber sido esencialmente de carácter ofensivo. En las dos batallas en las que se registran jugaron un papel destacado; se describen como agresivos atacantes. En Dirraquío repelieron una carga de caballería normanda, pero luego su contraataque los llevó demasiado lejos y, al encontrarse sin apoyo, fueron abatidos. En Beroia los varegos tuvieron más éxito, con Juan II comandándoles personalmente, asaltó el cerco de carretas pechenego y se abrió camino en él, logrando una victoria muy completa. Es probable que, dada su condición de élite y su presencia constante junto al emperador, los varegos montaran a caballo en la marcha a pesar de que luchaban a pie.

### Mercenarios
Durante la existencia del ejército bizantino se hizo empleo de una gran cantidad de mercenarios que nutrían las filas del ejército con tropas muy experimentadas. Esta tropas mercenarias variaban constantemente debido tanto por las posibilidades económicas del imperio como los territorios en los cuales estos mercenarios se asentaban.
Durante la época temprana del ejército bizantino se hizo uso de los mercenarios hunos, alanos, hérulos, godos, ávaros, eslavos. Desde la dinastía Isauria hasta la dinastía de los Comneno se emplearon los mercenarios eslavos, ávaros, sajones, jázaros, normandos, armenios, georgianos, varegos, turcos selyúcidas, francos, búlgaros, turcomanos, pechenegos, cumanos, uzos, magiares. En la época de la dinastía Paleólogo se emplearon los mercenarios serbios, búlgaros, cumanos, magiares, armenios, pechenegos, mongoles, rusos, cretenses, ingleses, normandos, georgianos, latinos, catalanes o los famosos almogávares, albanos, italianos (venecianos, genoveses), turcos selyúcidas y otras tropas de Anatolia.

## Armada

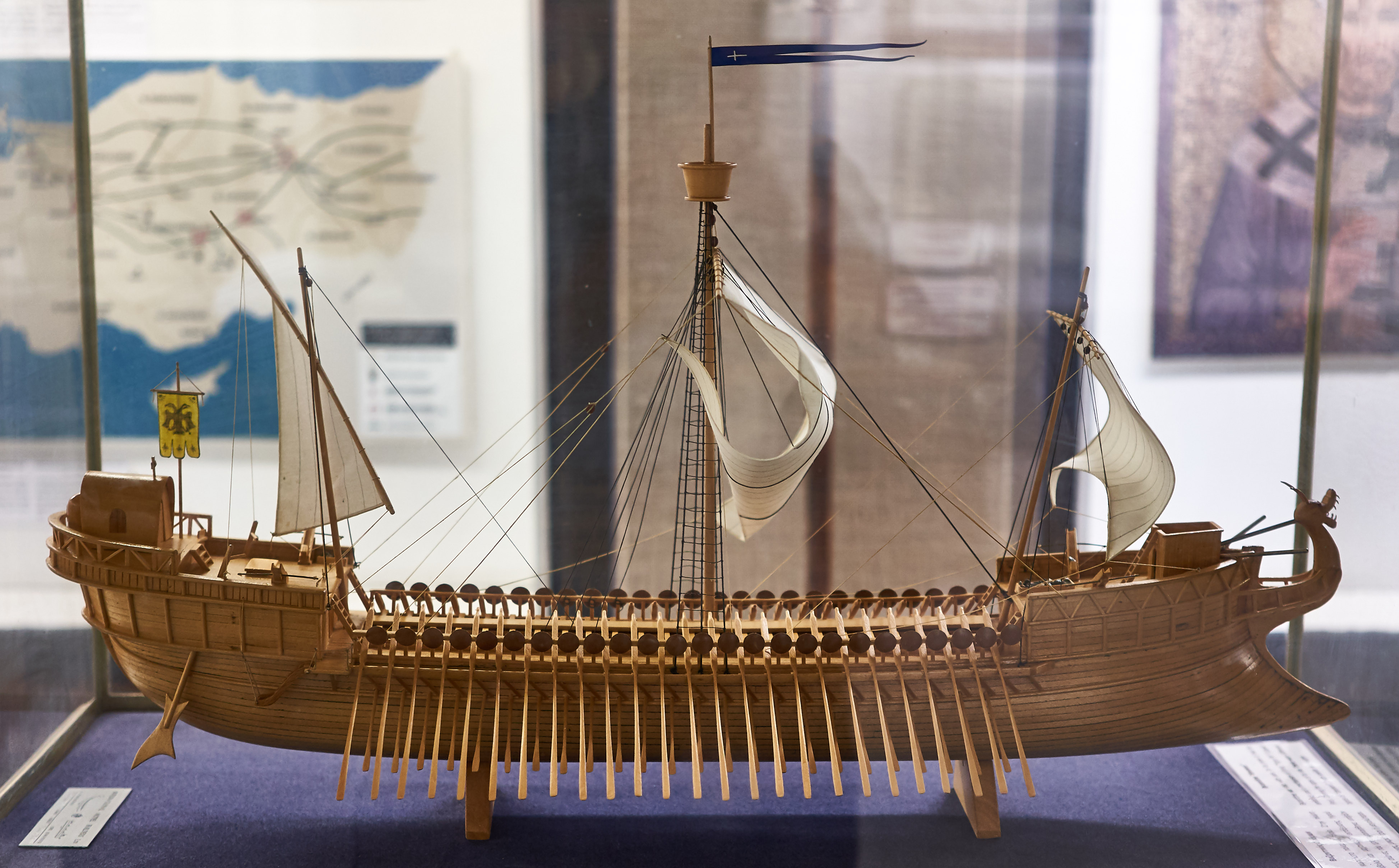
Recreación de una barco bizantino

El Imperio bizantino fue famoso por su superioridad naval. Su flota, tras la caída del Imperio romano controló el mar Mediterráneo, especialmente durante la edad de Oro de Justiniano I. También formaba parte de su armada la flota fluvial que patrullaba el Danubio. El repliegue posterior, supuso su lento declive como primera potencia del mismo, aunque en el mar fue una potencia a tener en cuenta durante bastante tiempo. La expansión islámica la expulsó de la zona oriental (Egipto, Siria) y llegó a ser problema con las conquistas temporales de Sicilia y Creta.
Con el renacimiento del siglo XI, la flota volvió a recuperar su papel predominante en el Mediterráneo Oriental, aunque no alcanzó su anterior poder. En los últimos estertores del imperio, ya reducido a un puñado de ciudades portuarias, los restos de su poder naval fueron clave para mantener dichas posiciones hasta el último sitio de Constantinopla.
EL navío modelo de la flota bizantina era el dromon, evolución de los trirremes clásicos. Es un barco de remo, similar a la galera, de un solo mástil. El velamen era latino (de vela triangular) como herencia de las técnicas de navegación precedentes.
Hay que mencionar el fuego griego, un arma secreta incendiaria, que durante siglos fue una ventaja para Bizancio. Se transmitía su composición en tal secreto, que hasta nuestros tiempos no se ha desvelado, se sabe que era una mezcla de nafta, pez, cal, azufre, salitre y petróleo.

## Murallas de Constantinopla
Las casi inexpugnables murallas de Constantinopla fueron edificadas durante el reinado de Teodosio II por necesidades defensivas y urbanísticas, aunque antiguamente existían otras murallas. La construcción de las murallas se inició en el año 412 y se terminó en el año 447. Como eran casi inexpugnables no era extraño que los emperadores invirtieran grandes sumas de dinero para su conservación.
Era una triple muralla y su lienzo alcanzaba más de seis kilómetros. La muralla tenía varias entradas destacando la Puerta Áurea que era el lugar por donde entraban los emperadores victoriosos. Esta entrada estaba formada por una triple arcada un arco del triunfo edificado en el año 388 y que, cuando Teodosio II construyó la nueva muralla, fue absorbida por esta. La coronaba una imagen de Teodosio II sobre cuatro elefantes en bronce. La última vez que se utilizó fue cuando la ciudad fue reconquistada por Miguel VIII Paleólogo de mano de los latinos. Después de eso con el tiempo la magnífica entrada fue tapiada hasta hoy que es una pequeña entrada.
Las Murallas de Constantinopla sólo fueron superadas en dos ocasiones: En 1204 por los cruzados y en 1453, año en que el Imperio bizantino cayó en manos de los turcos-otomanos.